# Cassinia
Cassinia es un gran género de plantas fanerógamas perteneciente a la familia Asteraceae, la mayoría son nativos del Hemisferio Sur. Comprende 80 especies descritas y de estas, solo 38 aceptadas.

## Taxonomía
El género fue descrito por Robert Brown y publicado en Observations on the Natural Family of Plants called Compositae 126. 1817.
Etimología
Cassinia: es un nombre genérico que fue nombrada en honor del botánico francés, Alexandre de Cassini.

## Especies seleccionadas
A continuación se brinda un listado de las especies del género Cassinia aceptadas hasta julio de 2012, ordenadas alfabéticamente. Para cada una se indica el nombre binomial seguido del autor, abreviado según las convenciones y usos.
- Cassinia accipitrum Orchard
- Cassinia aculeata (Labill.) R.Br.
- Cassinia arcuata R.Br.
- Cassinia aureonitens N.A.Wakef.
- Cassinia collina C.T.White
- Cassinia compacta F.Muell.
- Cassinia complanata J.M.Black
- Cassinia copensis Orchard
- Cassinia cuneifolia A.Cunn. ex DC.
- Cassinia cunninghamii DC.
- Cassinia decipiens Orchard
- Cassinia denticulata R.Br.
- Cassinia diminuta Orchard
- Cassinia furtiva Orchard
- Cassinia heleniae Orchard
- Cassinia hewsoniae Orchard
- Cassinia laevis R.Br.
- Cassinia lepschii Orchard
- Cassinia leptocephala F.Muell.
- Cassinia longifolia R.Br.
- Cassinia macrocephala Orchard
- Cassinia maritima Orchard
- Cassinia monticola Orchard
- Cassinia nivalis Orchard
- Cassinia ochracea Orchard
- Cassinia ozothamnoides (F.Muell.) Orchard
- Cassinia quinquefaria R.Br.
- Cassinia rugata N.G.Walsh
- Cassinia scabrida Orchard
- Cassinia straminea (Benth.) Orchard
- Cassinia subtropica F.Muell.
- Cassinia tegulata Orchard
- Cassinia telfordii Orchard
- Cassinia tenuifolia Benth.
- Cassinia theodori F.Muell.
- Cassinia theresae Orchard
- Cassinia trinerva N.A.Wakef.
- Cassinia uncata A.Cunn.
- Cassinia venusta Orchard
- Cassinia wyberbensis Orchard